# Частен професионален колеж „Евклид“
Частен професионален колеж „Евклид“ е частно професионално училище в София.
Създадено е въз основа на заповед № РД 14-59 от 15.06.2005 г. на министъра на образованието и науката, с която се дава право на „Евклид-2004“ ЕООД, София да открие професионалния колеж за обучение по професиите „Охранител“, „Аниматор“, „Техник на компютърни системи“, а със заповед № РД 09-957 от 21.07.2010 г. на министъра на образованието, младежта и науката се дава право колежът да провежда професионално обучение след средно образование.

## Специалности
Основни специалности:
- Анимация
- Компютърни мрежи
- Фирмен мениджмънт

## Прием в колежа
Необходими документи за прием за обучение след средно образование:
- диплома за средно образование или удостоверение за завършен гимназиален курс (без взети матури)
- копие от документ за самоличност
- снимки с паспортен формат – 4 бр.
- медицинско удостоверение с резолюция от личния лекар, че избраната специалност не е противопоказна за здравето на кандидата
- документ за платена семестриална такса

## Договори с ВУЗ
Колежът има договор с Новия български университет за прием на колежаните направо в ІІІ курс на следните програми на НБУ:
- Телекомуникации
- Мрежово инженерство
- Анимационно кино
- Финанси
- Бизнес администрация
- Маркетинг
- Туризъм
- Гражданска и корпоративна сигурност

Колеж „Евклид“ има договор за прием в 4-ти семестър в следните колежи:
- Колеж по икономика и администрация
- Европейски колеж по икономика и управление